# Perioadă (tabelul periodic al elementelor)

In the periodic table of the elements, each numbered row is a period.

The Madelung energy ordering rule describes the order in which orbitals are arranged by increasing energy according to the Madelung rule. Each diagonal corresponds to a different value of n + l.

O perioadă a tabelului periodic reprezintă un șir de elemente chimice, ce au același număr de învelișuri electronice. Fiecare element dintr-o perioadă conține un proton suplimentar și prezintă un caracter mai puțin metalic decât precedentul său. Aranjate în această manieră, elementele din aceeași grupă (coloană) prezintă aceleași proprietăși fizico-chimice, reflectând astfel legea periodică. De exemplu, halogenii se află in penultima grupă (grupa 17) și prezintă aceleași proprietăți, precum reactivitatea ridicată și tendința de dobândire a unui electron pentru a ajunge la configurația electronică a unui gaz nobil. 
Numărul straturilor electronice ale unui atom determină perioada de care aparține. De vreme ce ultimul strat electronic determină propietățiile chimice, acestea tind să fie asemănătoare în grupele tabelului periodic. 
Fiecare strat este împărțit în mai multe substraturi, care sunt umplute prin creșterile de număr atomic astfel:
```
1s 
2s           2p  
3s           3p  
4s        3d 4p  
5s        4d 5p  
6s     4f 5d 6p  
7s     5f 6d 7p  
8s  5g 6f 7d 8p  
...
```

Mecanica cuantică explică aceste tendințe periodice pe baza învelișurilor electronice. Pe măsură ce număru atomic crește, straturile electronice dobândesc electronic conform diagramei de mai josș fiecare strat constituie un rând din tabel. 
În blocurile s si p ale tabelului periodic, elementele din aceeași perioadă tind să nu prezinte tendințe și similarități ale proprietăților (tendințele fiind mai puternice de-a lungul unor grupe). Cu toate acestea, blocul d prezintă tendințe ce devin mai puternice, iar blocul f prezintă un grad mai mare al similaritățilo în cadrul perioadelor.

## Perioade
În prezent, tabelul periodic conține 7 perioade complete, cuprinzând cele 118 elemente chimice cunoscute. Orice nou element va fi plasat într-o a opta perioadă; vezi extended periodic table. Elementele sunt reprezentate prin culori, pe baza blocului periodic: roșu pentru blocul-s, galben pentru blocul-p, albastru pentru blocul-d și verde pentru blocul-f. 

### Perioada 1
| Grupă         | 1   | 18   |
| ------------- | --- | ---- |
| Atomic # Name | 1 H | 2 He |

Prima perioadă conține cele mai puține elemente: hidrogen și heliu. Datorită acestei apartenențe, cele 2 elemente nu urmează regula octetului, ci mai degrabă a dubletului. Chimic, heliul prezintă un caracter de gaz nobil și este considerat parte a grupei 18. Cu toate acestea, structura sa nucleară îl plasează în blocul-s, fiind așasat clasificat uneori ca un element al grupei 2 sau constituent simultan al grupelor 2 și 18. Hidrogenul prezintă un caracter chimic ce-l plasează ca un element al grupei 1 si grupa 17, datorită comportamentului său electronic. 

### Perioada 2
| Group         | 1    | 2    | 13  | 14  | 15  | 16  | 17  | 18    |
| ------------- | ---- | ---- | --- | --- | --- | --- | --- | ----- |
| Atomic # Name | 3 Li | 4 Be | 5 B | 6 C | 7 N | 8 O | 9 F | 10 Ne |

### Perioada 3
| Group         | 1     | 2     | 13    | 14    | 15   | 16   | 17    | 18    |
| ------------- | ----- | ----- | ----- | ----- | ---- | ---- | ----- | ----- |
| Atomic # Name | 11 Na | 12 Mg | 13 Al | 14 Si | 15 P | 16 S | 17 Cl | 18 Ar |

### Perioada 4

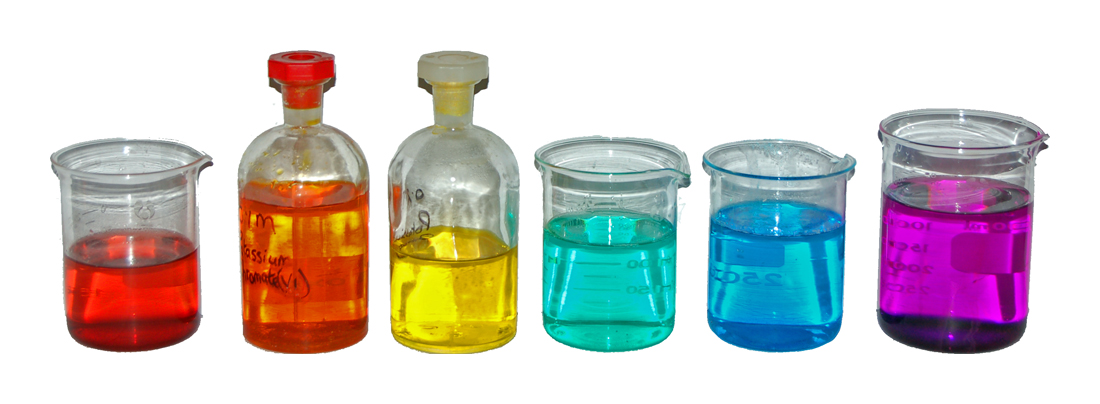
From left to right, aqueous solutions of: Co(NO_{3})_{2} (red); K_{2}Cr_{2}O_{7} (orange); K_{2}CrO_{4} (yellow); NiCl_{2} (green); CuSO_{4} (blue); KMnO_{4} (purple).

| Group         | 1    | 2     | 3     | 4     | 5    | 6     | 7     | 8     | 9     | 10    | 11    | 12    | 13    | 14    | 15    | 16    | 17    | 18    |
| ------------- | ---- | ----- | ----- | ----- | ---- | ----- | ----- | ----- | ----- | ----- | ----- | ----- | ----- | ----- | ----- | ----- | ----- | ----- |
| Atomic # Name | 19 K | 20 Ca | 21 Sc | 22 Ti | 23 V | 24 Cr | 25 Mn | 26 Fe | 27 Co | 28 Ni | 29 Cu | 30 Zn | 31 Ga | 32 Ge | 33 As | 34 Se | 35 Br | 36 Kr |

### Perioada 5
| Group         | 1     | 2     | 3    | 4     | 5     | 6     | 7     | 8     | 9     | 10    | 11    | 12    | 13    | 14    | 15    | 16    | 17   | 18    |
| ------------- | ----- | ----- | ---- | ----- | ----- | ----- | ----- | ----- | ----- | ----- | ----- | ----- | ----- | ----- | ----- | ----- | ---- | ----- |
| Atomic # Name | 37 Rb | 38 Sr | 39 Y | 40 Zr | 41 Nb | 42 Mo | 43 Tc | 44 Ru | 45 Rh | 46 Pd | 47 Ag | 48 Cd | 49 In | 50 Sn | 51 Sb | 52 Te | 53 I | 54 Xe |

### Perioada 6
| Group         | 1     | 2     |       |       |       |       |       |       |       |       |       |       |       |       |       |       | 3     | 4     | 5     | 6    | 7     | 8     | 9     | 10    | 11    | 12    | 13    | 14    | 15    | 16    | 17    | 18    |
| ------------- | ----- | ----- | ----- | ----- | ----- | ----- | ----- | ----- | ----- | ----- | ----- | ----- | ----- | ----- | ----- | ----- | ----- | ----- | ----- | ---- | ----- | ----- | ----- | ----- | ----- | ----- | ----- | ----- | ----- | ----- | ----- | ----- |
| Atomic # Name | 55 Cs | 56 Ba | 57 La | 58 Ce | 59 Pr | 60 Nd | 61 Pm | 62 Sm | 63 Eu | 64 Gd | 65 Tb | 66 Dy | 67 Ho | 68 Er | 69 Tm | 70 Yb | 71 Lu | 72 Hf | 73 Ta | 74 W | 75 Re | 76 Os | 77 Ir | 78 Pt | 79 Au | 80 Hg | 81 Tl | 82 Pb | 83 Bi | 84 Po | 85 At | 86 Rn |

### Perioada 7
| Group         | 1     | 2     |       |       |       |      |       |       |       |       |       |       |       |        |        |        | 3      | 4      | 5      | 6      | 7      | 8      | 9      | 10     | 11     | 12     | 13     | 14     | 15     | 16     | 17     | 18     |
| ------------- | ----- | ----- | ----- | ----- | ----- | ---- | ----- | ----- | ----- | ----- | ----- | ----- | ----- | ------ | ------ | ------ | ------ | ------ | ------ | ------ | ------ | ------ | ------ | ------ | ------ | ------ | ------ | ------ | ------ | ------ | ------ | ------ |
| Atomic # Name | 87 Fr | 88 Ra | 89 Ac | 90 Th | 91 Pa | 92 U | 93 Np | 94 Pu | 95 Am | 96 Cm | 97 Bk | 98 Cf | 99 Es | 100 Fm | 101 Md | 102 No | 103 Lr | 104 Rf | 105 Db | 106 Sg | 107 Bh | 108 Hs | 109 Mt | 110 Ds | 111 Rg | 112 Cn | 113 Nh | 114 Fl | 115 Mc | 116 Lv | 117 Ts | 118 Og |